# Zbrodnia w Libanówce
Zbrodnia w Libanówce – zbrodnia dokonana  podczas rzezi wołyńskiej przez oddział UPA w kolonii Libanówka w powiecie dubieńskim województwa wołyńskiego.
Kolonia polsko-czeska Libanówka stała się celem ataku UPA w sierpniu 1943 roku (data dzienna nieznana). Tego samego dnia zaatakowano także inne okoliczne polskie miejscowości: Aleksandrówkę, Julianówkę, Rudkę, Zofiówkę, Karolinkę, Koblin i Bojarkę. Ataki na te miejscowości pochłonęły łącznie około 75 ofiar.
Część Libanówki zamieszkałą przez Polaków otoczono szczelnym kordonem i przystąpiono do zabijania mieszkańców nie oszczędzając kobiet, dzieci i starców. W ten sposób zamordowano około 100 osób. Być może zabito także dwóch Czechów.